# Animomyia increscens
Animomyia increscens là một loài bướm đêm trong họ Geometridae.